# Bass music
Sous-genres
Future bass, riddim
Genres associés
Drum and bass, bassline, dubstep, UK garage, future garage, electro, glitch-hop, moombahcore, bass house, trap, drumstep, grime
La bass music ou UK bass est un ensemble de genre musicaux incluant la drum and bass, la bassline, le dubstep et le UK garage notamment. Le terme est aussi employé pour désigner des morceaux qui mélangent plusieurs de ces genres ou des morceaux expérimentaux n'ayant pas forcément de genre attribué mais s'inspirant de ces genres.

## Caractéristiques
Tous les genres inclus dans la bass music partagent une caractéristique clé, celle de se concentrer sur les lignes de basses, le groove et le rythme. Au Royaume-Uni, la bass music, ou UK bass, se popularise significativement dans les années 2000 et au début des années 2010, avec des artistes comme Example, Chase and Status, Skream, Benga et Wretch 32.
Skream, producteur de dubstep, est cité dans une entrevue avec The Independent en septembre 2011 expliquant que « le mot dubstep est utilisé par beaucoup de gens et beaucoup ont été catégorisés dubstep. Ils ne veulent pas tomber dans cette catégorie, et ne devraient pas l'être - c'est pas ce qu'ils revendiquent... Quand je dis 'UK bass', c'est tout le Royaume-Uni qui y est associé  et ça serait tellement plus facile si ça s'appelait comme ça. »
Hormis dans les nightclubs, la bass music est particulièrement jouée sur les radios webs, les plus notables étant Rinse.FM, Sub.FM et Rood.FM au Royaume-Uni, et BassRadio.FM aux États-Unis.